# 城陽駅

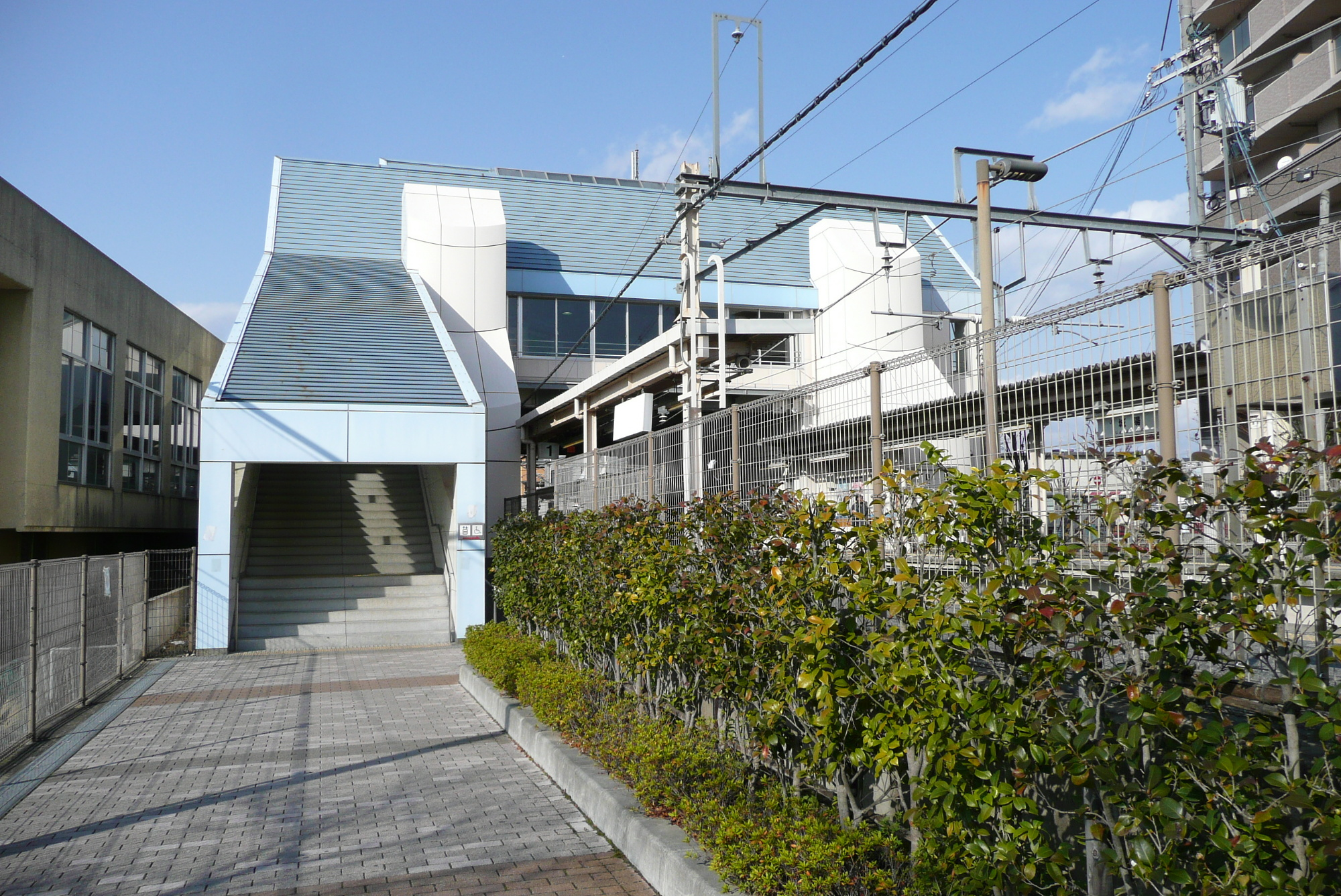
西口（2008年1月）

城陽駅（じょうようえき）は、京都府城陽市寺田林ノ口にある、西日本旅客鉄道（JR西日本）奈良線の駅である。駅番号はJR-D12。

## 歴史
- 1958年（昭和33年）7月11日：日本国有鉄道（国鉄）奈良線の長池駅 - 新田駅間に新設開業する[3]。
- 1987年（昭和62年）4月1日：国鉄分割民営化により、西日本旅客鉄道（JR西日本）の駅となる[3]。
- 1991年（平成3年）
  - 3月16日：ダイヤ改正に伴い、交換設備の使用を開始[4]。
  - 5月21日：橋上駅舎に改築する[5]。
- 1992年（平成4年）10月22日：ダイヤ改正に伴い、快速停車駅となる[6]。
- 1999年（平成10年）1月25日：自動改札機を設置し、供用開始[7]。
- 2003年（平成15年）11月1日：「ICOCA」の利用が可能となる[8]。
- 2018年（平成30年）
  - 3月17日：駅ナンバリングが導入され、使用を開始[9]。
  - 11月1日：JR西日本交通サービスによる業務委託駅となる。
- 2022年（令和4年）2月27日：新田駅 - 当駅間が複線化[10]。
- 2024年（令和6年）10月31日：みどりの窓口の営業を終了[11]。

## 駅構造
地上駅で、かつては単式ホーム1面1線のみの小規模な駅であったが、1991年（平成3年）3月16日ダイヤ改正に合わせて交換設備が設けられ、同年5月21日に相対式ホーム2面2線のホームを持つ橋上駅になった。
エレベーターはコンコース改札外と地上を結ぶものはあるが、コンコース改札内とホームを結ぶものは無いので、ホームと改札外地上を結ぶ車イス専用のスロープが設けられており、係員の立ち会いが必要。
宇治駅が管理するJR西日本交通サービスによる業務委託駅である。ICカード「ICOCA」の利用が可能である（相互利用可能ICカードはICOCAの項を参照）。みどりの券売機が設置されている。
2024年（令和6年）10月31日。みどりの窓口の営業を終了したが、駅員については一部時間帯を除き、引き続き配置されている。

### のりば
| のりば | 路線   | 方向 | 行先           |
| ------ | ------ | ---- | -------------- |
| 1      | 奈良線 | 上り | 宇治・京都方面 |
| 2      | 奈良線 | 下り | 木津・奈良方面 |

- 当駅折り返し列車は2番のりばに到着後、木津方の引き上げ線に引き上げる。その後、1番のりばから始発の宇治・京都方面の列車として運行する。
- 日中の普通列車の半数は当駅で折り返す。

## 利用状況
JR西日本の移動等円滑化取組報告書によれば、2023年度の1日当たりの利用者数は6,642人。京都府統計書によると、1日の平均乗車人員は以下の通りである。
| 年度   | 一日平均 乗車人員 |
| ------ | ----------------- |
| 1999年 | 2,488             |
| 2000年 | 2,444             |
| 2001年 | 2,803             |
| 2002年 | 2,964             |
| 2003年 | 3,044             |
| 2004年 | 3,104             |
| 2005年 | 3,208             |
| 2006年 | 3,266             |
| 2007年 | 3,340             |
| 2008年 | 3,373             |
| 2009年 | 3,318             |
| 2010年 | 3,282             |
| 2011年 | 3,265             |
| 2012年 | 3,255             |
| 2013年 | 3,359             |
| 2014年 | 3,384             |
| 2015年 | 3,486             |
| 2016年 | 3,542             |
| 2017年 | 3,507             |
| 2018年 | 3,512             |
| 2019年 | 3,440             |
| 2020年 | 2,756             |
| 2021年 | 2,871             |
| 2022年 | 3,085             |

## 駅周辺
- 正道官衙遺跡
- 水度神社
- 久世神社
- 城陽市役所
- 広野幼児園
- すまいる保育園城陽
- 城陽市立寺田小学校
- 城陽市立城陽中学校
- 京都府立城陽高等学校
- 東部コミュニティセンター
  - 城陽市立図書館東部コミュニティセンター図書室
- 男女共同参画支援センター ぱれっと城陽
- 京都府聴覚言語障害センター
- 城陽駅南商店街
- 城陽郵便局
- 京都信用金庫城陽駅前支店
- 南都銀行城陽支店
- 寺田駅（近鉄京都線）- 西へ1.1km。

## バス路線
城陽市が車両購入および運行補助を行う城陽さんさんバスが運行されている。「JR城陽駅」停留所にて発着する。
- 520号経路・521号経路・525号経路：プラムイン城陽
- 520号経路・525号経路：近鉄寺田
- 580号経路：アル・プラザ城陽

## 隣の駅
西日本旅客鉄道（JR西日本）
 奈良線
■みやこ路快速
宇治駅 (JR-D09) - 城陽駅 (JR-D12) - 玉水駅 (JR-D16)
■快速
新田駅 (JR-D11) - 城陽駅 (JR-D12) - 玉水駅 (JR-D16)
■区間快速・■普通
新田駅 (JR-D11) - 城陽駅 (JR-D12) - 長池駅 (JR-D13)